# PZL I-22 Iryda
PZL I-22 Iryda je poljski dvomotorni školski zrakoplov.

## Razvoj
1976. u institutu Lotinctawa je započeo razvoj novog mlaznog školskog zrakoplova za poljsko ratno zrakoplovstvo koji bi zamijenio TS-11 Iskru. Iryda je izrađena u PZL-u Mielec, a prvi prototip je poletio 3. ožujka 1985. Projekt je prekinut tijekom 90-ih zbog problema oko financiranja, a i zbog pada predprodukcijskog zrakoplova iako je uzrok nesreće zapravo bilo prekoračenje limita. Do tada je proizvedeno 8 zrakoplova i jedini korisnik je bilo poljsko zrakoplovstvo.

## Tehničke karakteristike
Osnovne karakteristike
- posada: 2
- dužina: 13,22 m
- raspon krila: 9,60 m
- površina krila: 19,92 m2
- visina: 4,30 m

Letne karakteristike
- najveća brzina: 940 km/h
- dolet: 1.200 km
- brzina penjanja: 41 m/s
- najveća visina leta: 13.700 m
- specifično opterećenje krila: 0,4
- motor: 2× PZL K-15 turbojet motora

## Slični zrakoplovi
- G-4 Super Galeb
- Aero L-39 Albatros